# 伊藤稜
伊藤 稜（いとう りょう、1999年11月8日 - ）は、愛知県豊明市出身のプロ野球選手（投手・育成選手）。左投左打。阪神タイガース所属。

## 経歴

### プロ入り前
豊明市立豊明小学校1年生のときに「ホーメー少年野球クラブ」で野球を始める。豊明市立栄中学校では「東海ボーイズ」でプレーし、3年生時には全国制覇。
中京大中京高校に進学すると、1年夏、3年夏の2回甲子園出場を経験。伊藤自身は、3年夏に背番号11を付けて登板した。同期には、伊藤康祐、鵜飼航丞がいる。
中京大学では1年春からベンチ入りを果たす。2年次には、愛知大学学生リーグで2季連続で防御率リーグ2位の成績を残す。4年春直前のオープン戦で自己最速の150kmを計測し注目されたが、その後はリーグで目立った成績を挙げることは出来なかった。2021年9月10日にプロ志望届を提出。1学年上に、山本一輝がいる。
2021年度NPBドラフト会議では阪神タイガースから育成選手ドラフト1位指名を受けた。11月13日、支度金200万円、年俸300万円で入団に合意した（金額は推定）。背番号は125。

### 阪神時代
プロ入り後、左肩痛を発症し、2022年、2023年は実戦登板なし。2023年11月16日、現状維持の300万円で契約更改を行った。
2024年は6月22日に打撃練習に登板し、2年8か月ぶりに打者相手に投球した。ウエスタン・リーグでは7試合に登板も、0勝1敗、防御率20.25と全く結果を残せなかった。オフに育成選手の規定に基づきいったん自由契約選手として公示されるも、11月18日に現状維持の推定年俸300万円で再契約した。
2025年は、沖縄キャンプで行われた一二軍合同紅白戦で自己最速を更新する最速154キロを記録するなど猛アピール。先発として二軍のローテーションに入り、3月30日の対くふうハヤテベンチャーズ静岡戦（日鉄鋼板SGLスタジアム尼崎）では6回1被安打無失点の好投で二軍戦プロ初勝利を挙げた。

## 投球スタイル
左腕から投げこむ最速150km/hの直球と、加速して曲がってくるスライダーが武器。テイクバックは小さく、腕が出るタイミングが他の投手と異なるのが特徴。

## 人物
幼少期から中日ドラゴンズのファンである。好きな女優は今田美桜。
プライベートではNBAの試合を見ることを楽しみとしており、好きな選手はステフィン・カリー。

## 詳細情報

### 背番号
- 125（2022年[8] - ）